# Dursala
Dursala (även Duhsala, Dushala, Dussala etc.) var syster till Duryodhana i det indiska eposet Mahābhārata. Hon var dotter till Dritharashtra och gifter sig med den mäktiga Jayadratha, kungen av Sindhu och Sauvira. Kungen visar sig dock ha en splittrad personlighet och beter sig illa mot kvinnor. Hon hade sonen Suratha.